# Římskokatolická farnost Štarnov
Římskokatolická farnost Štarnov je územní společenství římských katolíků s farním kostelem svatého Mikuláše ve šternberském děkanátu olomoucké arcidiecéze.

## Historie farnosti
První písemná zmínka o obci pochází z roku 1269. Založili ji páni ze Šternberka, a kromě období mezi lety 1332–1550, kdy ji darovali olomouckému klášteru klarisek, patřil Štarnov ke šternberskému panství. A to až do roku 1850, kdy se stal samostatnou obcí v politickém a soudním okrese Šternberk. Šlo o středně velkou zemědělskou obec, národnostně převážně českou.

## Bohoslužby
| Kostel           | Místo   | Bohoslužba (den) | Hodina | Poznámka     |
| ---------------- | ------- | ---------------- | ------ | ------------ |
| svatého Mikuláše | Štarnov | neděle           | 8.00   | Farní kostel |

## Duchovní správci
Od října 2013 je administrátorem excurrendo R. D. Mgr. Jiří Sedláček.

## Aktivity farnosti
Ve farnosti se pravidelně koná tříkrálová sbírka. V roce 2018 se při ní vybralo 21 181 korun.